# San Rafael Abajo
San Rafael Abajo è un distretto della Costa Rica facente parte del cantone di Desamparados, nella provincia di San José.
San Rafael Abajo comprende 15 rioni (barrios):
- Ángeles
- Autofores
- Balboa
- Coopelot
- Gardenia
- Higuerones
- Leo
- Monaco
- Sagitario
- San Cecilia
- Tejar
- Trevisa
- Unidas
- Valencia
- Vizcaya